# When My Baby Smiles at Me
When My Baby Smiles at Me è un film del 1948, diretto da Walter Lang.